# Ключі (Благовіщенський район)
Ключі́ (рос. Ключи, башк. Ключи) — присілок у складі Благовіщенського району Башкортостану, Росія. Входить до складу Покровської сільської ради.
Населення — 9 осіб (2010; 21 в 2002).
Національний склад:
- башкири — 57 %
- росіяни — 43 %